# Idrijski prelom
Idrijski prelom je potresno aktivni prelom in geomorfološko najbolj izražen prelom v Sloveniji. Poteka v smeri SZ–JV (310°), prelomna ploskev pa pada proti severovzhodu (85°). Prelomnico je prvi opisal slovenski geolog Marko Vincenc Lipold.
Severovzhodni kamninski blok se je ob prelomnici spustil za do 480 m, v Idriji pa s tem v Idrijskem srednjetriasnem tektonskem jarku povzročil pritekanje hidrotermalnih živosrebrovih raztopin. Dejavnost vzdolž preloma se je začela v miocenu pred približno 14 milijoni let z običajnim prelamljanjem, v pliocenu pa se spremeni v desnozmični prelom. Dolg je okrog 120 km in je eden izmed največjih prelomov v Sloveniji, sega od Furlanije na SZ do Gorskega Kotarja na JZ in je viden iz vesolja. Ta poteka predvsem po rečnih dolinah. Vzporedno z Idrijskim prelomom na severu teče Raški prelom, na jugu pa Predjamski prelom. Horizontalna komponenta premika znaša okrog 2500 m.
Trenutni premik je izmerjen in se vzdolž preloma spreminja, vendar ta ne presega 1 mm na leto. Najmočnejši potres, ki se je morda zgodil na Idrijskem prelomu, je bil idrijski potres 26. marca 1511 z navorno magnitudo 6,9 in največjo intenziteto X. stopnje (»zelo rušilen«) po evropski makroseizmični lestvici. Povzročil je okoli 3000 smrtnih žrtev in obsežno materialno škodo.  V 20. stoletju je prelom povzročil cerkniški potres leta 1926 ter potres v Zgornjem Posočju leta 1998.